# Flatskär, Pargas
Flatskär är en ö i Finland.   Den ligger i kommunen Pargas i den ekonomiska regionen  Åboland  och landskapet Egentliga Finland, i den södra delen av landet, 150 km väster om huvudstaden Helsingfors.
Terrängen på Flatskär är mycket platt. Öns högsta punkt är 13 meter över havet. I omgivningarna runt Flatskär växer i huvudsak barrskog.